# Clark (Dél-Dakota)
Clark település az Amerikai Egyesült Államok Dél-Dakota államában, Clark megyében, melynek megyeszékhelye is. Lakosainak száma 1148 fő (2020. április 1.).

## Népesség
A település népességének változása:

| 2010 | 1 139 |
| 2020 | 1 148 |